# Callistethus stoliczkae
Callistethus stoliczkae är en skalbaggsart som beskrevs av Sharp 1878. Callistethus stoliczkae ingår i släktet Callistethus och familjen Rutelidae. Inga underarter finns listade.